# Белоноговский сельсовет
Белоно́говский сельсове́т — упразднённое муниципальное образование со статусом сельского поселения в составе Куртамышского района Курганской области России. 
Административный центр — село Белоногово.
Законом Курганской области от 12 мая 2021 года № 48 к 24 мая 2021 года упразднён в связи с преобразованием муниципального района в муниципальный округ.

## История
Белоноговский сельсовет во главе с Белоногово образован в 1917 году в Косулинской волости Челябинского уезда. В 1918 году из-за Колчака совет был ликвидирован, осенью 1919 г. был образован вновь в Становской волости Челябинского уезда. С 1925 г. наименовался «Белоноговский сельский совет рабочих крестьянских и красноармейских депутатов», с 1930 г. относился к Куртамышскому району Уральской области, с 1933 г. Куртамышскому району Челябинской области. С 1939 г. переименован «Белоноговский совет депутатов трудящихся», с 1943 г. относился к Куртамышскому району Курганской области, с 1944 г. к Косулинскому району Курганской области. С 1959 г., после упразднения района, в Косулинском сельсовете. С 1974 г. вновь образованный Белоноговский сельсовет.
В соответствии с Законом Курганской области от 6 июля 2004 года № 419 сельсовет наделён статусом сельского поселения.

## Население
| 1989 | 2002 | 2010 | 2012 | 2013 | 2014 | 2015 |
| ---- | ---- | ---- | ---- | ---- | ---- | ---- |
| 599  | ↗613 | ↘504 | ↘483 | ↘471 | ↘454 | ↘449 |
| 2016 | 2017 | 2018 | 2019 | 2020 |      |      |
| ↘436 | ↘434 | ↘429 | ↘415 | ↘407 |      |      |

## Состав сельского поселения
| № | Населённый пункт | Тип населённого пункта       | Население |
| - | ---------------- | ---------------------------- | --------- |
| 1 | Белоногово       | село, административный центр | ↘443      |
| 2 | Узково           | деревня                      | ↘61       |